# 拜伦·欧文
拜伦·爱德华·欧文（英語：Byron Edward Irvin，1966年12月2日—），美国NBA联盟前职业篮球运动员。他在1989年的NBA选秀中第1轮第22顺位被波特兰开拓者选中。